# Paradoxosia rufipex
Paradoxosia rufipex là một loài bướm đêm thuộc phân họ Arctiinae, họ Erebidae.